# Арезе
Арезе (на италиански: Arese) е град в Италия, в Миланската провинция на региона Ломбардия. Градът се намира на 12 км северозападно от Милано. Към 30 април 2009 г. градът има население от 19 577 души на площ от едва 6.5 км2.

## Алфа Ромео
От 60-те години на 20 век в Арезе се намира заводът на Алфа Ромео, който е разположен на много голяма територия, включително и в градовете Лайнате и Гарбаняте Миланезе. Днес заводът е почти напълно изоставен и за съществуването му може да се научи само при влизане в Арезе. Малкото останали работници (около 500) често протестират срещу съкращаването. Почти всички сгради са изоставени и местните власти се опитват да намерят ново предназначение за тях. Арезе и заводът всъщност се намират много близко до високоскоростната железопътна линия и търговския център Фиера Милано. Магистралите (A8, A9, A4 и западната Миланска магистрала, която прави връзка с А1 и А7) минават в близост до града.

## Исторически музей
Една от малкото още действащи сгради на Алфа Ромео е техния музей. Сградата, в която той се помещава е с голяма архитектурна стойност.
Музеят се разпростира на шест етажа, с четири различни подразделения, а те са:
1. Колите на Алфа Ромео произведени до 1910;
2. Свързано е с различните стилове на автомобилите, прототипи и коли мечти;
3. Показва самолетите и други летателни апарати произвеждани в миналото от Алфа Ромео;
4. В него се намират трофеите, които Алфа Ромео са получили;
Музеят може да се посети безплатно, но заявка за посещение е препоръчителна. Музеят работи от понеделник до петък от 09:00 до 12:30 и от 14:00 до 16:30.